# Семернино
Семернино — деревня в Грязовецком районе Вологодской области России.
Входит в состав Комьянского муниципального образования, с точки зрения административно-территориального деления — в Комьянский сельсовет.

## География
Стоит на  реке Комья. Ближайшие населённые пункты — Подсосенье, Пальцево, Быково.
Расстояние по автодороге до районного центра Грязовца — 30 км, до центра муниципального образования Хорошево — 7,9 км. 

## Население
| 2010 |
| ---- |
| 0    |

### Историческая численность населения
По данным переписи в 2002 году постоянного населения не было.

## Инфраструктура
Было личное подсобное хозяйство с зоной сельскохозяйственного использования, индивидуальная застройка усадебного типа.

## Транспорт
Просёлочная дорога. 